# Grzechotnik skalny
Grzechotnik skalny (Crotalus lepidus) – gatunek jadowitego węża z podrodziny grzechotnikowatych (Crotalinae) w obrębie rodziny żmijowatych (Viperidae). Występuje w Ameryce Północnej.
Obecnie wyróżnia się trzy podgatunki:
- Crotalus lepidus klauberi Gloyd, 1936
- Crotalus lepidus lepidus (Kennicott, 1861)
- Crotalus lepidus maculosus (Tanner, Dixon & Harris, 1972)

Dawniej za podgatunek grzechotnika skalnego był także uznawany Crotalus morulus, klasyfikowany obecnie jako odrębny gatunek.
Grzechotnik skalny występuje od południa Stanów Zjednoczonych (Arizona, Nowy Meksyk i Teksas) po środkowy Meksyk. Spotykany jest na terenach kamienistych i górskich na wysokości od 300 do 3000 metrów nad poziomem morza. Jego jad jest bardzo silny, ugryzienie może być śmiertelne dla człowieka. Żywi się drobnymi kręgowcami.